# Graciela Naranjo
Graciela Naranjo (Maiquetía, Venezuela, 25 de diciembre de 1916-Caracas, 11 de abril de 2001) fue una cantante y actriz venezolana.
Pionera de la radio, el cine y la televisión de su país, hizo su debut profesional como cantante de boleros en 1931. A partir de los años treinta en adelante su fama como cantante creció, apareció en películas y tuvo su propio programa de televisión en una larga carrera que se extendió desde 1931 hasta 2000. Fue la madre del músico percusionista Alberto Naranjo, líder de la banda El Trabuco Venezolano.

## Carrera
Graciela Naranjo quedó huérfana a los siete años, fue llevada a Caracas para ser criada por su tía. A los nueve años comenzó a cantar música navideña en un grupo coral de la iglesia, y luego hizo su debut profesional en Broadcasting Caracas (actual RCR) cuando solo tenía 15, en que fue contratada en exclusiva.
Empezó a escucharse continuamente en la radio: al mediodía, a la tarde y la noche; animaba programas, propagandas comerciales, fiestas, espectáculos, negocios, tocaba con conjuntos pequeños, orquestas de estudio y de baile.
En gran parte autodidacta, tenía una cálida voz de contralto y realizaba un innovador fraseo atrasado con respecto al ritmo.
Desde mediados de los años treinta hasta finales de los cuarenta, Naranjo compartió escenario con muchos prestigiosos artistas de Venezuela y de todo el mundo, incluyendo a Ary Barroso, Bobby Capó, Celia Cruz, Wilfredo Fernández, Carlos Gardel, Tito Guízar, Agustín Lara, Alfonzo Ortiz Tirado, el Trío Matamoros, Pedro Vargas y la cubana Vieja Trova Santiaguera, entre tantos.
Cantó música de diversos compositores, como el mexicano Agustín Lara, y los puertorriqueños Pedro Flores (1894-1979) y Rafael Hernández Marín (1891-1965).

Aunque muchos intérpretes me hacen el honor de interpretar mis canciones, para mí los más completos son: en el sexo feo, Pedro Vargas y Chucho Martínez Gil, y en el sexo bello, Toña la Negra, Ana María Fernández, Elvira Ríos y Graciela Naranjo. Esta última venezolana me satisface de manera incomparable.
Agustín Lara

Trabajó bajo la dirección de los directores de orquesta
Evencio Castellanos, Billo Frómeta ―quien confesaba que no le gustaba trabajar con mujeres―, Luis Alfonzo Larrain, Rafael Minaya, Jesús Pallás, Chucho Sanoja, Eduardo Serrano y Ángel Sauce.
Sus instrumentistas fueron músicos de la talla de Alirio Díaz, Teófilo León, Aldemaro Romero y Lorenzo Rubalcaba.
Participó como actriz en películas como Romance aragüeño (1939), Misión atómica (1947) junto a Amador Bendayán y al tenor Alfredo Sadel, y A La Habana me voy (Argentina, 1949), con Blanquita Amaro y Tito Lusiardo.
También realizó cortometrajes musicales producidos por Bolívar Films, el más importante estudio de grabación de Venezuela.
En 1943 grabó canciones respaldada por la orquesta cubana Septeto Anacaona, formada exclusivamente por mujeres, en Venezuela.
Entre 1954 y 1955, Naranjo fue pionera en la televisión venezolana ―establecida en Caracas a principios de los años cincuenta―. Contó con su propio programa de televisión, Contraste musical, en el canal Televisa (hoy Venevisión).
En ese momento, convertida en una importante atracción de televisión, recibió ofertas de contrato de Colombia, Cuba, México y Puerto Rico, pero en lugar de perseguir una carrera artística internacional prefirió quedarse en Caracas y criar a sus hijos.
En 1961 anunció su prematuro retiro ―por razones personales― en el show del animador Renny Ottolina.
Después de eso, tuvo numerosas apariciones en las radios, las universidades y los programas televisivos de nostalgia hasta los años ochenta.
En 1995 ―cuando Graciela Naranjo contaba con 78 años―, su hijo (el músico Alberto Naranjo 
y los productores Federico Pacanins y Roberto Obeso la convencieron para que entrara nuevamente en un estudio de grabación. Así registró el álbum Los cantos del corazón, donde cantó junto a Estelita del Llano.
Volvió a la televisión y a los recitales en todo el país.
En 1998, grabó el álbum El legado junto al bolerista Rafa Galindo.
En el año 2000 cantó en el festival Boleros del Mar, celebrado en Valencia (Venezuela). La orquesta que la acompañaba era dirigida por su hijo, Alberto Naranjo.
Todavía seguía activa hasta pocos meses antes de su muerte por causas naturales, en Caracas, a la edad de 84 años.

## Discografía

### «Los cantos del corazón» (1995)
Álbum de Graciela Naranjo y Estelita del Llano.
- 1) «Presentación» (D.D.) 0:21
- 2) «Carrousel del pasado» (Ignacio Izcaray) 3:51
- 3) «Intermedio» (D.D.) 0:33
- 4) «Uno» (Marianito Mores / Enrique Santos Discépolo) 4:31
- 5) «Comprendeme» (María Alma) 4:31
- 6) «Tú no sospechas» (Martha Valdés) 2:58
- 7) «Verano» (J. M. Mora / F. Gorrindo) 2:58
- 8) «Franqueza» (Consuelo Velázquez) 3:36
- 9) «En la soledad» (Jesús Chucho Sanoja Rivero) 3:00
- 10) «Mi deuda de amor» (Adolfo Reyes / Armando Beltrán) 3:15
- 11) «Humo en los ojos» (Agustín Lara) 3:55
- 12) «Cita a las 6:00 / Ya son las 12:00» (Adolfo Salas / Juan Bruno Tarraza) 3:26
- 13) «Paraíso soñado» (Manuel Sánchez Acosta) 3:11
- 14) «El último café» (música de Atilio Stampone y letra de Cátulo Castillo) 3:15
- 15) «Ay, cariño» (Federico Baena) 2:55
- 16) «Ya me sé tu piel» (Ignacio Izcaray) 3:09
- 17) «Intermedio» (D.D.) 0:30
- 18) «Puro teatro» (Catalino Curet Alonso) 2:48
- 19) «Quisiera» (Luis Alfonzo Larrain) 2:10
- 20) «Blancas azucenas» (Pedro Flores) 2:59
- 21) «Tú sabes» (Joaquín Taborda / Johnny Quiroz / Elcio Álvarez) 3:51
- 22) «Potpurri (Como yo quiero / Me queda el consuelo / Una mujer como usted» (Aldemaro Romero) 4:33
- 23) «Humanidad / Fin» (Alberto Domínguez / D.D.) 3:10

Personal
- Graciela Naranjo: voz
- Estelita Del Llano: segunda voz, maracas
- Alberto Naranjo: arreglador, director, timbales.
- Gustavo Carucí: bajo eléctrico, guitarra eléctrica, cuatro
- Víctor Mestas: piano.
- Alexander Livinalli: percusión.

Músicos invitados
- Julio Flores: clarinete en 2, saxo tenor en 15.
- Julio Mendoza: trompeta en 10.
- Rodolfo Reyes: flauta en 20.
- Domingo Sánchez Bor: violonchelo en 13.
- Salvador Soteldo: armónica en 4 y 8.

Participación especial
- Septeto Anacaona en 11.
- Carlos Gardel y Mona Maris en 3.
- Gilberto Pinto en 17.
- Aldemaro Romero: piano y voz en 22.

Producción
- Fecha de grabación: mayo y junio de 1995.
- Lugar de grabación: Caracas, Venezuela
- Discográfica: Roberto Obeso y Federico Pacanins

### «El legado» (1998)
- 1) «Canción de amor» (Ángel Briceño) 0:47
- 2) «Ven» (Manuel Sánchez Acosta) 3:04
- 3) «Amor de mis amores» (Agustín Lara) 3:06
- 4) «No me hagas ese mal» (Luis Alfonzo Larrain) 3:14
- 5) «Pregonera» (Alfredo de Ángelis - J. Rótulo) 3:00
- 6) «Matinata» (Leoncavallo / R. Estéves) 2:19
- 7) «Humanidad» (Alberto Domínguez) 4:25
- 8) «Mascarita» (Billo Frómeta) 2:55
- 9) «Palabras nada más» (Lorenzo Rubalcaba) 3:51
- 10) «Noche de mar» (José Reyna) 2:42
- 11) «Dime corazón» (José Quintero) 3:39
- 12) «Brumas» (José Pérez Figuera) 2:53
- 13) «Errores en la vida» (Lorenzo Rubalcaba) 4:11
- 14) «La página de amor» (Guillermo Castillo Bustamante) 3:34
- 15) «Díme sí una vez» (Jesús Chucho Sanoja) 4:20
- 16) «La cita», y fragmento de «El ruiseñor» (Freddy Coronado) 7:34
- 17) «Te perdí» (Billy Méndez) 1:48

Personal
- Graciela Naranjo: voces.
- Rafa Galindo: voces y maracas.
- Alberto Naranjo: arreglador, director musical, percusión (hi-hat en la pista 11, «Dime corazón»).
- Gustavo Carucí: bajo eléctrico (guitarra en 8, 9 y 11).
- Salvador Soteldo: bajo eléctrico en 2, 3, 4, 7, 14 y 16; armónica en 15
- Víctor Mendoza: maracas en 2, 7 y 16.
- Ana Gisela Norgaard Alfonzo: percusión.

Producción
- Fecha de grabación: julio a septiembre de 1998.
- Lugar de grabación: Caracas (Venezuela).
- Empresa discográfica: Roberto Obeso y Federico Pacanins
- ID: FD-25299491

### Como invitada
- 1993: Cosas del alma, de Delia (1959-).
- 1998: Tu bolero soy yo, varios intérpretes.
- 1998: Dulce y picante, de Alberto Naranjo.
- 2000: Cada piano con su tema, de Ignacio Izcaray.